# Richard Arnold Dümmer
Pour les articles homonymes, voir Dummer.
Richard Arnold Dümmer, né en 1887 au Cap (Afrique du Sud) et décédé le 2 décembre 1922 à Kampala (Ouganda), est un horticulteur, collecteur et botaniste sud-africain.

## Biographie
Jardinier au jardins municipaux du Cap jusqu'en 1910, il entre aux jardins de Kew et devient l'assistant du professeur Augustine Henry en 1911. Il y travaille sur les herbiers ainsi que dans les bibliothèques du British Museum, des universités d'Oxford, Cambridge, Édimbourg et de la Société linnéenne de Londres.
En 1914, il entre dans la compagnie du Caoutchouc du Kivuvu à Kampala. Il en profite pour collecter de nombreux échantillons de plantes et champignons. Il passe un an au Cap à ordonner et identifier ses échantillons.
Il décède à Kampala le 2 décembre 1922 d'un accident de moto.
Sa mémoire est honorée par le prix annuel que remet le jardin de Kew au meilleur étudiant collecteur : « The Dümmer Memorial Prize ».

## Quelques publications
- An Enumeration of the Bruniaceae. Ed. West, Newman. 1912.
- The conifers of the Lindley Herbarium, Botany School, Cambridge. - J. Roy. Hort. Soc. 39, 1913
- Three Conifers (Thuja orientalis var. mexicana, Platycladus, Callitris neocaledonica spec. nov., Podocarpus motleyi). - Londres : J. Bot., 1914

## Plantes qui lui ont été dédiées
Quelques plantes lui ont été dédiées :
- Agathosma dummeri E.Phillips (1917) - Rutacée d'Afrique australe (province du Cap)
- Allophylus dummeri Baker f. (1919) - Sapindacée d'Ouganda
- Andropogon dummeri Stapf (1919) - Poacée d'Afrique tropicale
- Bothriocline dummeri (S.Moore) Wild & G.V.Pope (1977) - Astéracée d'Ouganda (Synonymes : Erlangea duemmeri S.Moore, Volkensia duemmeri (S.Moore) B.L.Burtt)
- Dichapetalum dummeri M.B.Moss (1928) - Dichapétalacée d'Ouganda
- Diplachne dummeri Stapf & C.E.Hubb. (1927) - Poacée d'Ouganda
- Dirichletia duemmeri Wernham (1917) - Rubiacée du Mozambique
- Hypericum × dummeri N.Robson (1985) - Clusiacée hybride (Hypericum calycinum L. × Hypericum forrestii (Chittend.) N.Robson)
- Marasmodes dummeri Bolus ex Hutch. (1916) - Astéracée d'Afrique australe (province du Cap)
- Oldenlandia duemmeri S.Moore (1916) - Rubiacée d'Ouganda
- Orbea dummeri (N.E.Br.) Bruyns (2000) - Asclépiadacée d'ouganda (Synonymes : Stapelia dummeri N.E.Br., Angolluma dummeri (N.E.Br.) Plowes, Caralluma dummeri (N.E.Br.) A.C.White & B.Sloane, Pachycymbium dummeri (N.E.Br.) M.G.Gilbert)
- Polystachya duemmeriana Kraenzl. (1929) - Orchidacée d'Ouganda
- Sesbania dummeri E.Phillips & Hutch. (1921) - Fabacée d'Ouganda
- Swertia duemmeriana T.C.E.Fr. (1923) - Swertie d'Ouganda
- Vernonia duemmeri S.Moore (1914) - Astéracée d'Ouganda